# Verijero
El verijero es un cuchillo de no más de 15 cm de hoja al que se da un uso general en los ambientes rurales argentino, uruguayo y chileno. A diferencia del facón, que es un cuchillo mucho más largo que se lleva enganchado en la faja por detrás de la cintura, en la zona lumbar, este pequeño cuchillo se lleva por delante, sostenido por una faja cerca de la ingle, zona llamada «verija» por los gauchos.
Se utiliza para todo lo que pueda ser usado un cuchillo en las tareas rurales y domésticas. Así, sirve tanto para comer, capar un animal, picar tabaco; incluso rascarse la espalda o como escarbadientes. Como suele decirse en el campo, «sirve tanto pa'brir un asao como pa'cerrar una discusión».
Asimismo, el verijero suele ser objeto de culto, sobre todo por los amantes del asado, que suelen coleccionarlos, a pesar de tener uno preferido, el que generalmente llevan, cada uno el suyo.
A finales del siglo XIX y comienzos del siglo XX, el verijero era también el arma usada por los guapos y malevos que concurrían a las milongas, lugares de bajo fondo donde nació el tango en las principales urbes rioplatenses.

## Etimología
Esta herramienta recibe ese nombre porque, debido a su corto tamaño, es portada bajo el cinturón en la zona de la ingle, denominada "verija" en el léxico gauchesco.